# Parque nacional del Istmo de Curlandia
El parque nacional del Kuršių Nerija, es decir, del Istmo de Curlandia (en lituano, Kuršių nerijos nacionalinis parkas) es uno de los cinco parques nacionales en Lituania. Fue establecido en el año 1991 para proteger los ecosistemas únicos del Istmo y la laguna de Curlandia.
El parque nacional Kuršių Nerija está protegido por el estado, bajo el derecho lituano de Áreas Protegidas. Desde 1997 es miembro de la federación EUROPARC. El parque tiene Categoría II en la clasificación de la IUCN.

## Enlaces externos

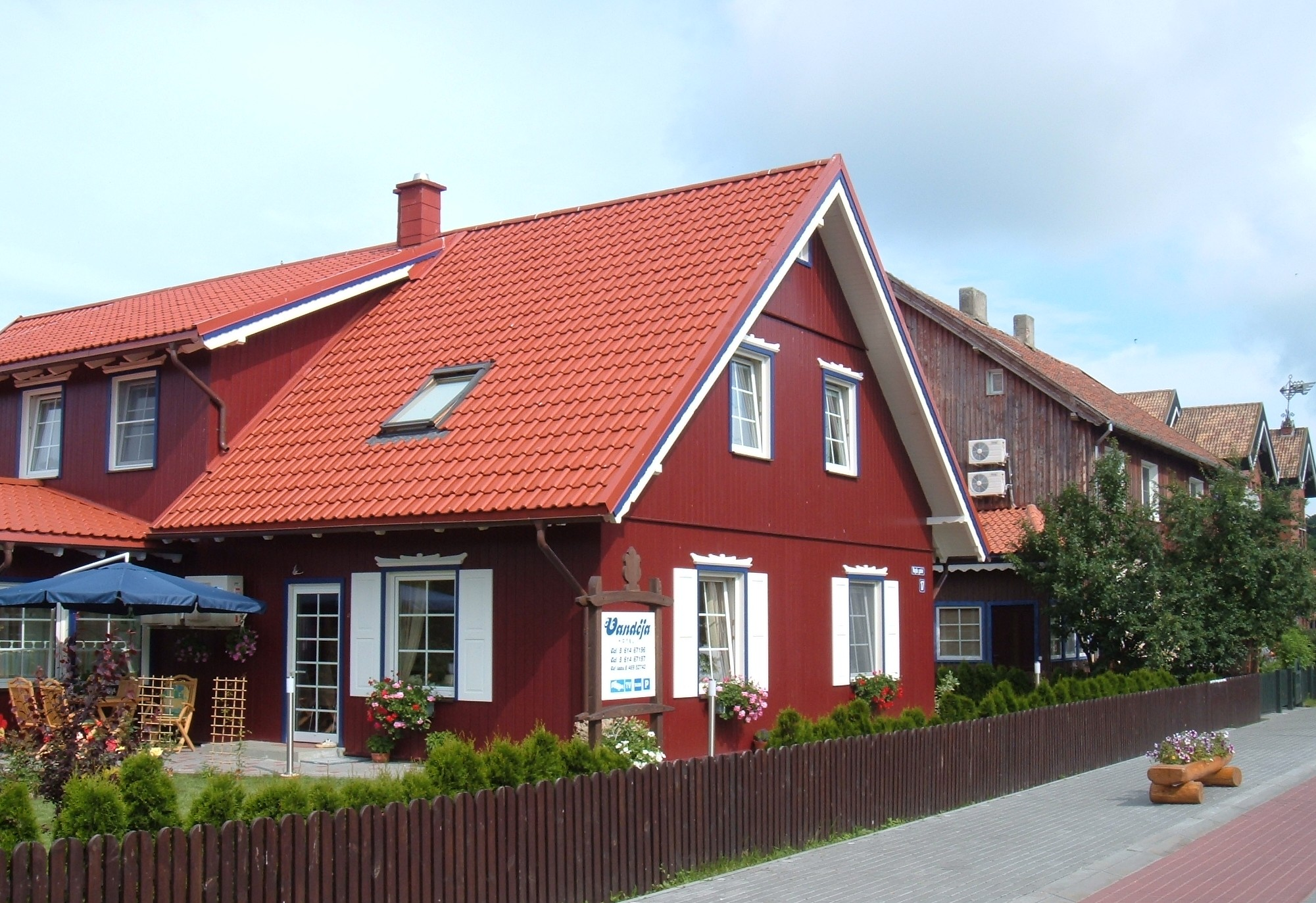
Casa roja en Nida.